# (16901) Johnbrooks
(16901) Johnbrooks (1998 DJ14) – planetoida z pasa głównego asteroid okrążająca Słońce w ciągu 4,3 lat w średniej odległości 2,64 j.a. Odkryta 23 lutego 1998 roku.